# دفتر هماهنگی حفاظت از سیاره مادری

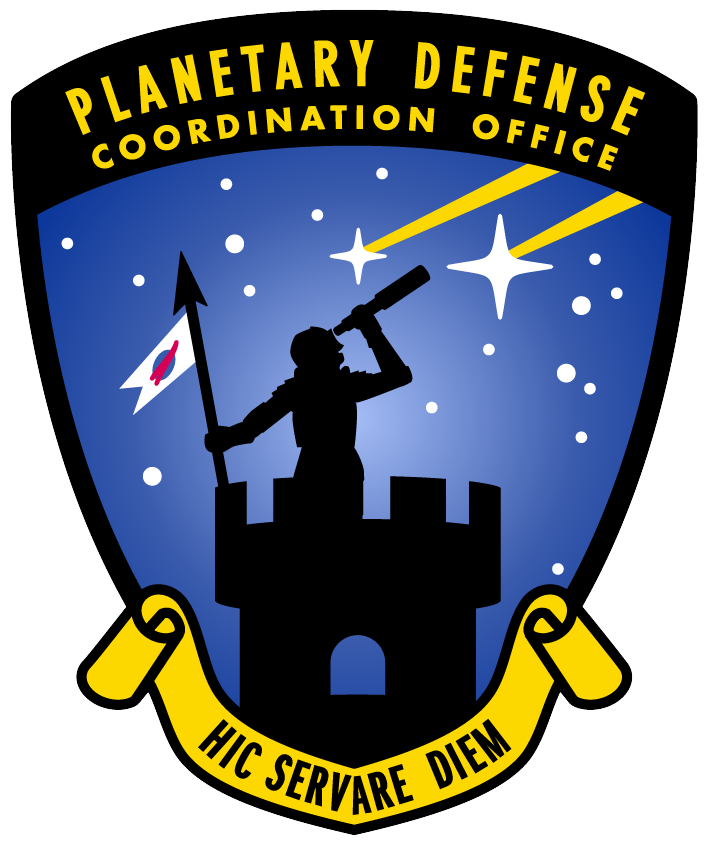
نشان‌وارهٔ رسمی دفتر هماهنگی حفاظت از سیاره مادری

دفتر هماهنگی حفاظت از سیاره مادری (به انگلیسی: Planetary Defense Coordination Office) یک سازمان دفاع سیاره‌ای می‌باشد، که بخشی از واحد علوم سیاره‌ای انجمن هوا فضای ایالات متحده ناسا می‌باشد. مأموریت این واحد، مدیریت هماهنگی‌های لازم بین سازمانی و بین دولتی به جهت برنامه‌ریزی تمامی تلاش‌ها در واکنش به تهدیدات برخورد اجرام آسمانی با سیاره زمین می‌باشد. برمبنای اعلام ناسا در ژانویه ۲۰۱۶؛ مسئولیت این واحد فهرست‌بندی و ردیابی اشیا بالقوه خطرناک مجاورت سیاره زمین همانند سیارک‌‌ها و دنباله‌دارها می‌باشد که قطری بیش از ۳۰ تا ۵۰ متر (در مقایسه با شهاب سنگ چلیابینسک با قطر ۲۰ متری) و هماهنگی یک اقدام مؤثر برای کاهش تأثیر و تهدید آن می‌باشد. این دفتر به استفاده خود از تلسکوپ WISE جهت یافت هرگونه اشیا بالقوه خطرناک ادامه خواهد داد.